# Grapsus grapsus
Grapsus grapsus är en kräftdjursart som först beskrevs av Carl von Linné 1758.  Grapsus grapsus ingår i släktet Grapsus och familjen ullhandskrabbor. Inga underarter finns listade i Catalogue of Life.

## Bildgalleri

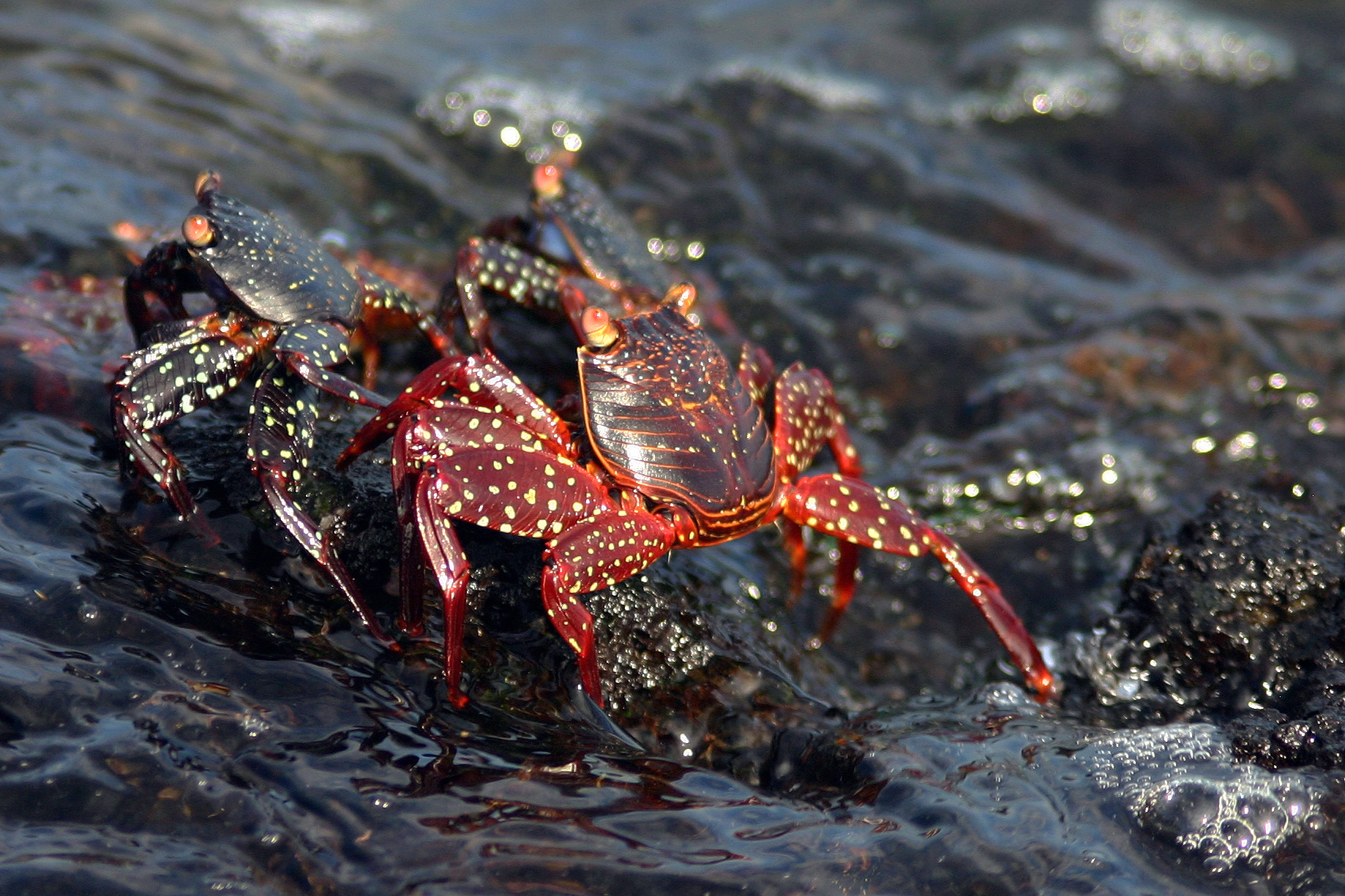
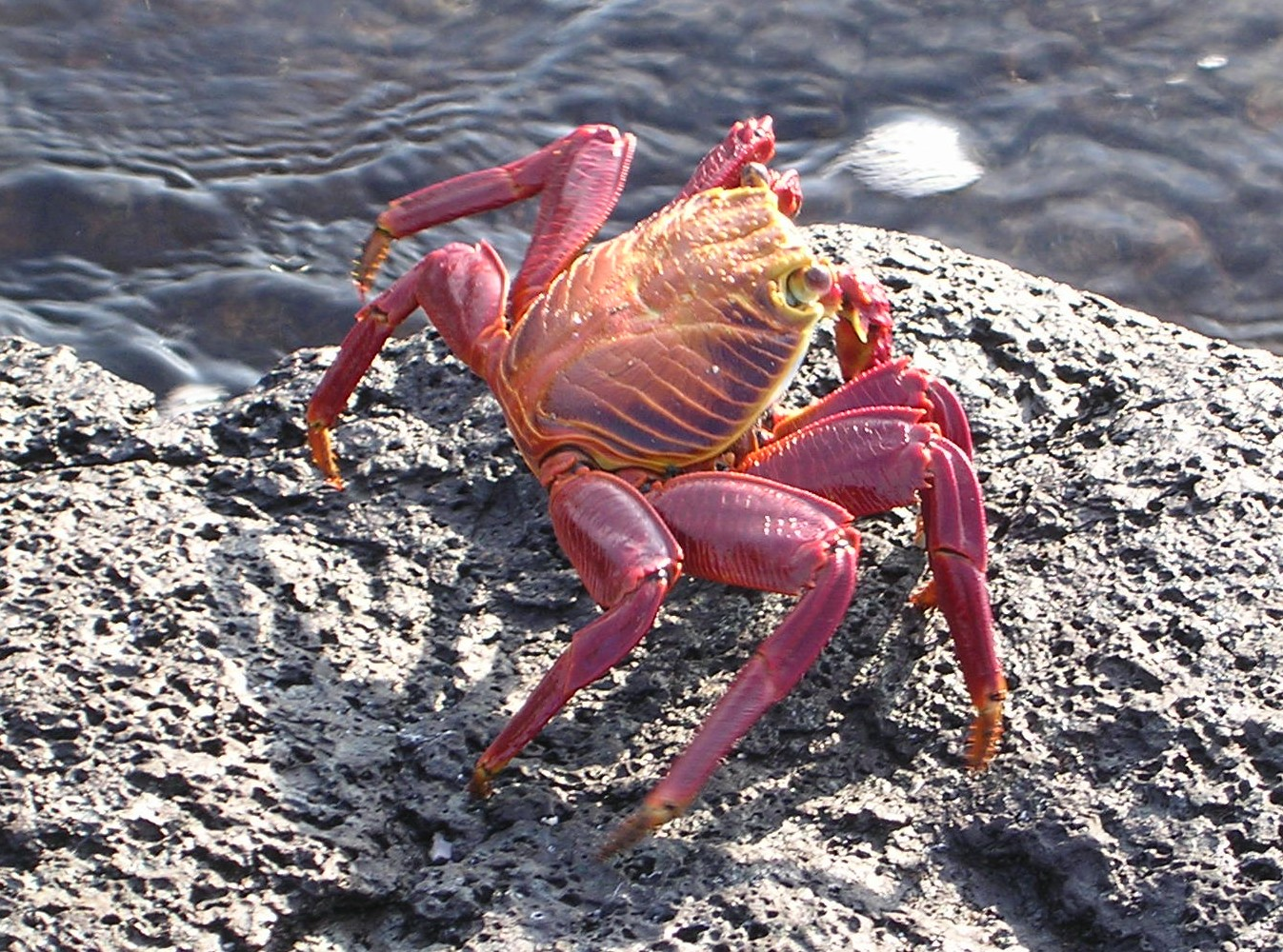
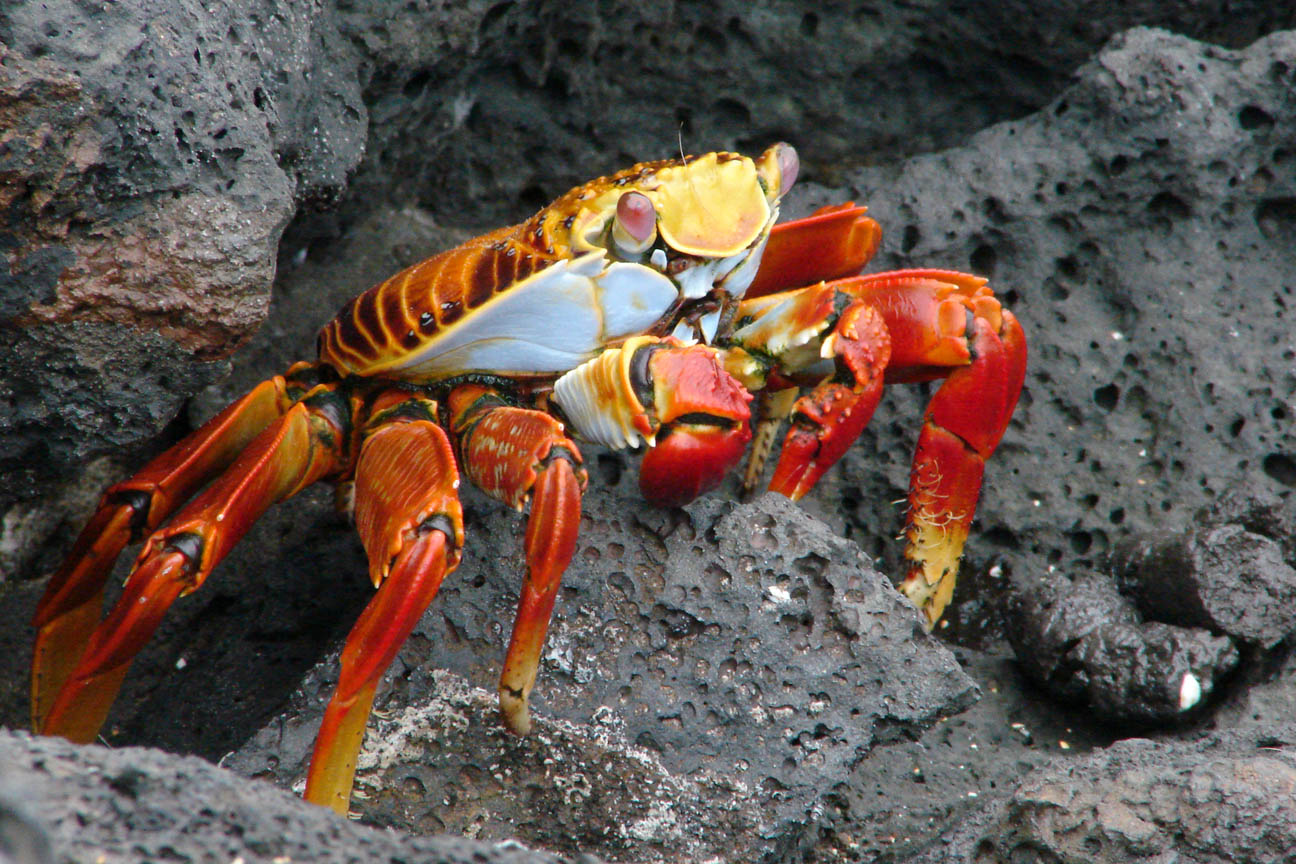
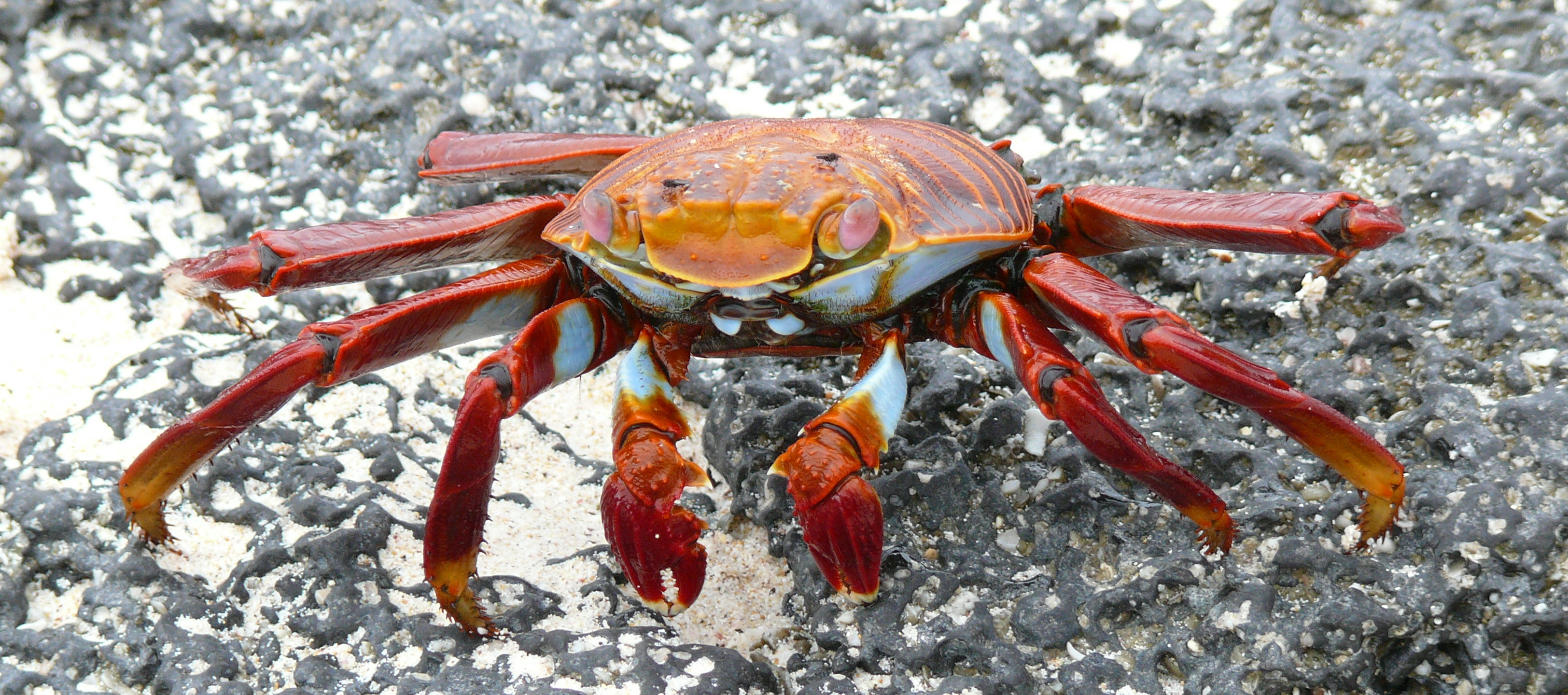